# Matthew Holmes (acteur)
Cet article concerne l'acteur. Pour le coureur cycliste, voir Matthew Holmes (cyclisme).
Matthew Holmes est un acteur australien né le 17 juillet 1976 à Albury, New South Wales, Australie.

## Jeunesse
Holmes fréquente le collège Newington de 1981 à 1993.
Il décroche un diplôme d'acteur au « Actors College of Theatre and Television ».

## Carrière
En 2005 et 2006, Matthew Holmes apparaît dans le rôle de Matthew « Matt » Graham dans la série policière Blue Heelers produite par la chaîne de télévision australienne Seven Network.
De 2007 à 2011, il est un des principaux acteurs de la série télévisée Sea Patrol produite par la chaîne de télévision australienne Nine Network : il y joue le rôle de Chris Blake, surnommé « Swain », barreur (coxswain) et infirmier du patrouilleur militaire HMAS Hammersley de la marine australienne. Sa voix y est doublée par l'acteur belge Philippe Allard.

## Filmographie

### Cinéma
- 2012 : Black & White & Sex (en) de John Winter : l'intervieweur
- 2014 : Outpost 37 : L'Ultime Espoir (Outpost 37) de Jabbar Raisani : North

### Télévision

#### Séries télévisées
- 2005 : All Saints (en) : Pete Sinclair
- 2005 - 2006 : Blue Heelers : Matthew « Matt » Graham
- 2007 - 2011 : Sea Patrol : Chris « Swain » Blake
- 2008 : Out of the Blue (en) : Sam Webster
- 2010 : Cops LAC : Ian Lothar
- 2013 : Castle : Chase Diggins
- 2013 : Perception : Phil Carlson
- 2013 : Les Experts : Curtis LeBlanc
- 2014 : Killer Women : Augie Travis
- 2014 : Salem : William Hooke
- 2014 : True Blood : Charles Dupont
- 2015 : Bones : Alex
- 2015 : Hollywood Hitmen : Dave
- 2016 : NCIS : Enquêtes spéciales (NCIS) : Griffin Dorn
- 2018 : Pine Gap : Premier ministre Philip Burke
- 2023 : NCIS: Sydney : Agent Spécial Cummings
- 2024 : Summer Bay : Carl Hayes

#### Téléfilms
- 2005 : BlackJack: In the Money d'Ian Holmes : Derek Chubb
- 2005 : BlackJack: Ace Point Game de Peter Andrikidis : Derek Chubb